# Nideggener Straße (Düren)

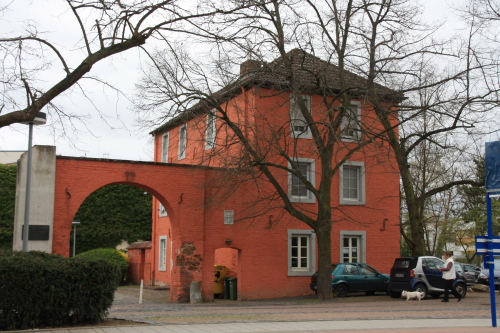
Das Wohnhaus des ehemaligen Jesuitenhofes

Die Nideggener Straße in der Kreisstadt Düren (Nordrhein-Westfalen) ist eine alte Innerortsstraße.

## Lage
Die Straße beginnt an der Kreuzung Oberstraße / Zülpicher Straße und führt bis nach Krauthausen in südliche Richtung aus der Stadt hinaus. Sie ist als Landesstraße 249 klassifiziert. Im Straßenverlauf liegt der Europaplatz.

## Allgemeines
An der Nideggener Straße liegen
- die gewerblich-technische Schule des Kreises Düren
- das inzwischen einzige Hallenbad in Düren, das Hallenbad Jesuitenhof
- das denkmalgeschützte Wohnhaus des ehemaligen landwirtschaftlichen Jesuitenhofes
- die Schutthalde des alten Dürens

Nach dem Luftangriff vom 16. November 1944 war die Innenstadt so zerstört, dass in Erwägung gezogen wurde, die Stadt südlich völlig neu aufzubauen. Von diesem Vorhaben nahm man aber Abstand. Stattdessen wurde mit der Entschuttung begonnen. Die Firma Milke aus Soest hatte von der Innenstadt bis zur Einmündung Gut Weyern eine Feldbahn mit Kipploren gebaut. Alles, was an Schutt nicht wiederverwertbar war, wurde dort zu einem Berg aufgeschüttet, der heute als bewachsener Hügel noch gut zu sehen ist. Im Bereich der Aufschüttung befindet sich heute der Schießstand eines Westernclubs.

## Geschichte
Auf dem alten Stadtplan von Wenzel Hollar aus dem Jahre 1634 ist die Straße mit „Bedber Straße“ bezeichnet. Sie führt nach der südlich von Düren gelegenen Siedlung Bedbur, die schon 1289 erwähnt wurde. 1853 wurde mit dem Bau der Prämienstraße nach Nideggen begonnen. Sie wurde 1855 eingeweiht. In einem alten Adressbuch aus dem Jahre 1882 heißt die heutige Nideggener Straße Düren-Nideggener Bezirksstraße. In einem Stadtplan von etwa 1903 hieß der südliche Abschnitt der Nideggener Straße ab der heutigen Piusstraße noch Chaussee nach Kreuzau u. Nideggen.
Von 1908 bis 1944 befuhr die Straßenbahn der Dürener Kreisbahn (DKB) die Nideggener Straße. Die eingleisige Strecke führte vom Markt nach Niederau und weiter nach Kreuzau. Haltestellen gab es am Friedrichplatz (mit Ausweiche), Jesuitenhof (mit Ausweiche), Mühlenweg (heute Dechant-Bohnekamp-Straße) und am Weyerhof. Nach dem Zweiten Weltkrieg wurde die Strecke nicht wieder aufgebaut.